# Full-sky Astrometric Mapping Explorer

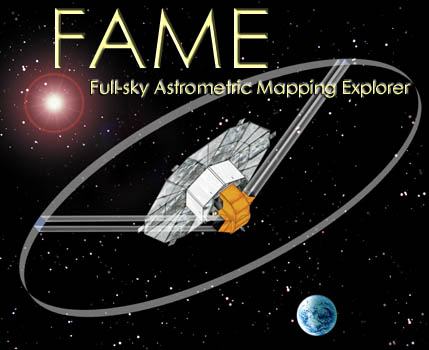
Affiche de la mission FAME.

Full-sky Astrometric Mapping Explorer, en abrégé FAME, est un projet de satellite d'astrométrie de l'agence spatiale américaine, la NASA, proposé en octobre 1999 dans le cadre du programme Explorer qui regroupe des projets scientifiques gérés par le Centre de recherche spatial Goddard. Le projet a été abandonné du fait d'un dépassement de budget. 

## Caractéristiques techniques
FAME reprenait l'architecture du satellite européen Hipparcos avec deux champs de vue distincts séparés de 84,3°. L'axe du satellite était pointé dans une direction faisant un angle de 35° avec celle du Soleil. L'ouverture était de 40 x 9 cm et la longueur focale était de 10,5 mètres. Le détecteur était constitué par 13 CCD de 2048 x 4096 pixels. Le satellite, qui devait être placé sur une orbite géosynchrone, devait observer 40 millions d'étoiles au cours de la mission primaire de 5 ans et déterminer leur position avec une précision de 0,05 milliseconde d'arc (mas) et 0,5 mas pour les étoiles ayant une magnitude apparente respectivement de 9 et 15.